# Dorota Kozłowa
Dorota Kozłowa Aksamitowa, Dorota z Warszawy (zm. po 27 grudnia 1537) – nałożnica księcia mazowieckiego Konrada III Rudego.

## Życiorys
Prawdopodobnie była mieszczką pochodzącą z Warszawy. Jej związek z księciem mazowieckim miał miejsce przed 1490, a więc przed ślubem Doroty z Janem Kozłem. Ze związku tego pochodziło dwóch synów: Stanisław i prawdopodobnie Wojciech. Być może w 1497 książę Konrad zapisał Dorocie czynsz roczny na cłach bądź czynszach ziemskich czerskich. Dzieci Doroty i Konrada należały najprawdopodobniej do sfery wójtowsko-młynarskiej.
Najwcześniej w 1490 Dorota poślubiła szlachcica Jana Kozła z Kamionek, który za poślubienie książęcej nałożnicy otrzymał od księcia mazowieckiego Janusza II wójtostwo w Giełczynie, książęcej wsi w powiecie łomżyńskim, zaś pod koniec 1491 lub w 1492 objął urząd wojskiego wiskiego. W 1496, po śmierci księcia Janusza wójtostwo w Giełczynie potwierdził mężowi Doroty Konrad III Rudy. Z małżeństwa Kozłów pochodziło co najmniej troje dzieci: synowie Walenty i Jan oraz córka Anna, późniejsza żona Piotra Malinowskiego. Pierwszy mąż Doroty zmarł krótko po 1500. 
Po śmierci Jana Kozła Dorota wyszła za mąż za Piotra Aksamita, zachowując wójtostwo w Giełczynie, którego posiadanie potwierdziła jej w 1504 wdowa po księciu Konradzie, Anna Radziwiłłówna. Z drugiego małżeństwa Doroty pochodził syn Marcin, późniejszy wójt Giełczyna. Drugi mąż Doroty umarł przed 17 października 1522. 
W 1526 Dorota została wymieniona w testamencie księcia mazowieckiego Janusza III z 1526, w którym otrzymała od niego pewien zapis. Ostatnia wzmianka o Dorocie pochodzi najprawdopodobniej z 27 grudnia 1537, kiedy król Polski Zygmunt I Stary zezwolił Mikołajowi Wolskiemu na zakup wójtostwa w Giełczynie od Doroty Kozłowej i jej syna Marcina. Dorota Kozłowa Aksamitowa zmarła zatem po tej dacie.